# Arrondissement Barcelonnette
Arrondissement Barcelonnette je francouzský arrondissement ležící v departementu Alpes-de-Haute-Provence v regionu Provence-Alpes-Côte d'Azur. Člení se dále na 2 kantony a 16 obcí.

## Kantony
- Barcelonnette
- Le Lauzet-Ubaye

## Obce
- Barcelonnette
- Enchastrayes
- Faucon-de-Barcelonnette
- Jausiers
- La Bréole
- La Condamine-Châtelard
- Larche
- Le Lauzet-Ubaye
- Les Thuiles
- Meyronnes
- Méolans-Revel
- Pontis
- Saint-Paul-sur-Ubaye
- Saint-Pons
- Saint-Vincent-les-Forts
- Uvernet-Fours